# Clasificación europea para la Copa Mundial de Rugby de 2015

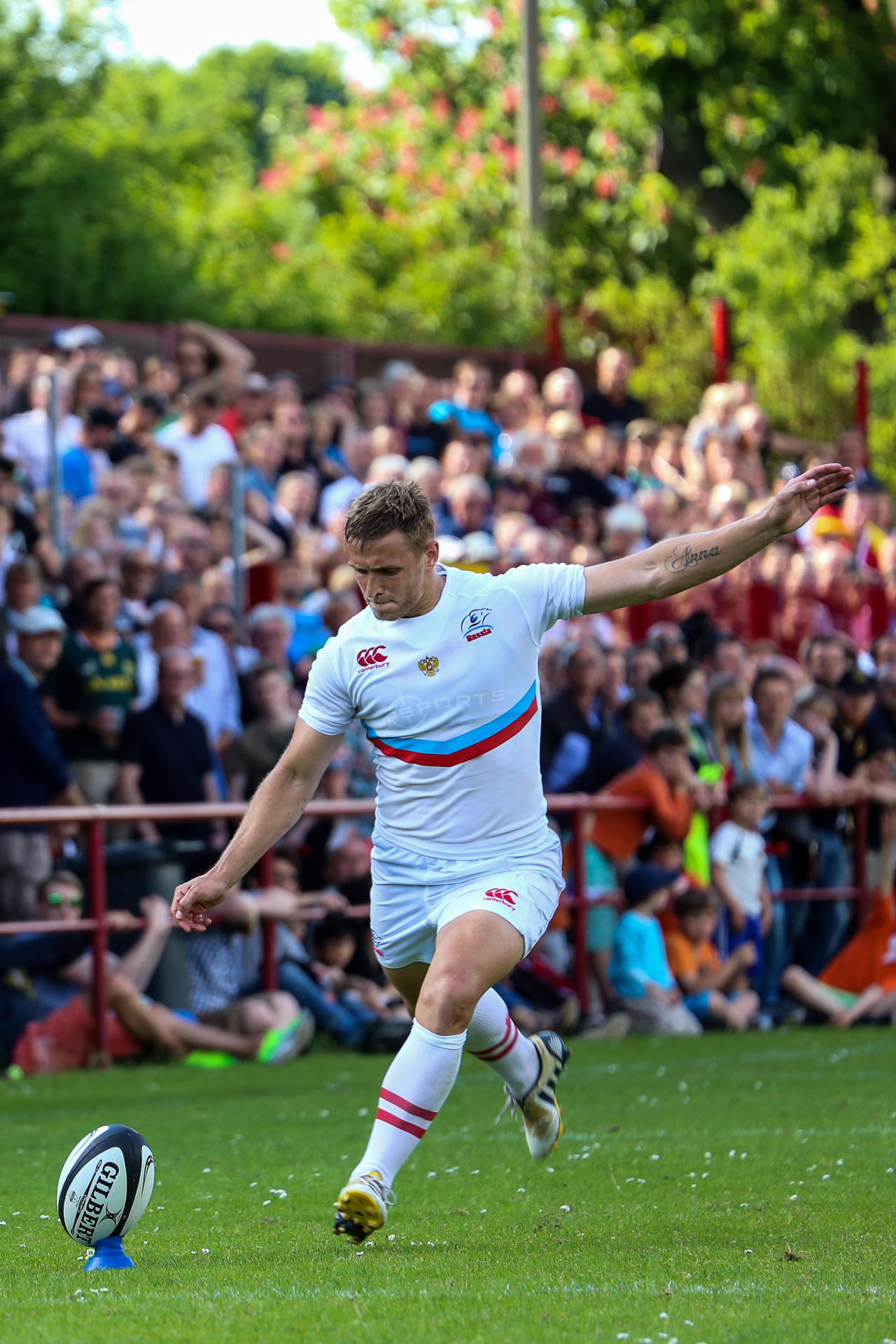

La clasificación europea para el Mundial de Rugby 2015 determinará a dos selecciones que clasificarán directamente a la Copa Mundial 2015 y a una tercera que disputará un Playoff de repesca mundial. Se han establecido dos vías de clasificación.
La fase directa de clasificación que se desarrollará en la Temporada 2012-2014 de la European Nations Cup Division 1 organizado por la FIRA - AER. Los dos primeros clasificados accederán directamente a la Copa Mundial como Europa 1 y Europa 2, quedando encuadrados en los grupos C y D respectivamente.
Cada ganador de la temporada 2012-2013 European Nations Cup Division 2 jugará un playoff respectivamente, cuya primera fase se iniciará con el enfrentamiento entre los dos campeones de las dos subdivisiones inferiores de la 2012-2013 European Nations Cup Division 2. Después de la temporada 2013-14, el ganador definitivo de la División 2 jugará un partido de clasificación con el ganador de la División 1B. Y el ganador de este partido jugará con el tercer clasificado de la División 1A de la temporada 2013-2014, de forma que el vencedor de este partido se clasificará para el Playoff de respeca mundial.

## Equipos clasificados
Los siguientes seis miembros de la FIRA-AER tienen asegurada su participación en la Copa de 2015, al haberse ubicado entre los tres primeros en la fase de grupos de la Copa Mundial de Rugby 2011:
- Inglaterra
- Francia
- Irlanda
- Italia
- Escocia
- Gales

Mientras que los siguientes equipos se clasificaron tras superar la fase de clasificación europea:
- Georgia
- Rumania

## European Nations Cup

### División 1A 2013-14
| \| European Nations Cup - División 1A - 2013-2014 \| |          |        |         |           |         |          |       |
| Pos.                                                 | Equipo   | Puntos | Jugados | Victorias | Empates | Derrotas | Bonus |
| 1                                                    | Georgia  | 41     | 10      | 9         | 1       | 0        | 3     |
| 2                                                    | Rumania  | 38     | 10      | 8         | 1       | 1        | 4     |
| 3                                                    | Rusia    | 28     | 10      | 6         | 0       | 4        | 4     |
| 4                                                    | España   | 15     | 10      | 2         | 2       | 6        | 3     |
| 5                                                    | Portugal | 12     | 10      | 2         | 1       | 7        | 2     |
| 6                                                    | Bélgica  | 6      | 10      | 0         | 1       | 9        | 4     |
| Actualizado el 11 de agosto de 2014                  |          |        |         |           |         |          |       |
| European Nations Cup - División 1A - 2013-2014       |          |        |         |           |         |          |       |

### División 1B 2012-13
| \| European Nations Cup - División 1B - 2012-2013 \| |                 |        |         |           |         |          |       |
| Pos.                                                 | Equipo          | Puntos | Jugados | Victorias | Empates | Derrotas | Bonus |
| 1                                                    | Alemania        | 20     | 5       | 4         | 0       | 1        | 4     |
| 2                                                    | Moldavia        | 15     | 5       | 3         | 0       | 2        | 3     |
| 3                                                    | Suecia          | 13     | 5       | 3         | 0       | 2        | 1     |
| 4                                                    | Polonia         | 13     | 5       | 3         | 0       | 2        | 1     |
| 5                                                    | Ucrania         | 10     | 5       | 2         | 0       | 3        | 2     |
| 6                                                    | República Checa | 1      | 5       | 0         | 0       | 5        | 1     |
| Actualizado el 9 de junio de 2013                    |                 |        |         |           |         |          |       |
| European Nations Cup - División 1B - 2012-2013       |                 |        |         |           |         |          |       |

### División 2A 2012-13
| \| European Nations Cup - División 2A - 2012-2013 \| |              |        |         |           |         |          |       |
| Pos.                                                 | Equipo       | Puntos | Jugados | Victorias | Empates | Derrotas | Bonus |
| 1                                                    | Países Bajos | 18     | 4       | 4         | 0       | 0        | 2     |
| 2                                                    | Suiza        | 14     | 4       | 3         | 0       | 1        | 2     |
| 3                                                    | Croacia      | 7      | 4       | 1         | 0       | 3        | 3     |
| 4                                                    | Malta        | 5      | 4       | 1         | 0       | 3        | 1     |
| 5                                                    | Lituania     | 4      | 4       | 1         | 0       | 3        | 0     |
| Actualizado el 9 de junio de 2013                    |              |        |         |           |         |          |       |
| European Nations Cup - División 2A - 2012-2013       |              |        |         |           |         |          |       |

### División 2B 2012-13
| \| European Nations Cup - División 2B - 2012-2013 \| |           |        |         |           |         |          |       |
| Pos.                                                 | Equipo    | Puntos | Jugados | Victorias | Empates | Derrotas | Bonus |
| 1                                                    | Israel    | 19     | 4       | 4         | 0       | 0        | 3     |
| 2                                                    | Letonia   | 11     | 4       | 2         | 0       | 2        | 3     |
| 3                                                    | Dinamarca | 7      | 4       | 1         | 1       | 2        | 1     |
| 4                                                    | Andorra   | 6      | 4       | 1         | 1       | 2        | 0     |
| 5                                                    | Serbia    | 6      | 4       | 1         | 0       | 4        | 2     |
| Actualizado el 9 de junio de 2013                    |           |        |         |           |         |          |       |
| European Nations Cup - División 2B - 2012-2013       |           |        |         |           |         |          |       |

### División 2C 2012-13
| \| European Nations Cup - División 2C - 2012-2013 \| |           |        |         |           |         |          |       |
| Pos.                                                 | Equipo    | Puntos | Jugados | Victorias | Empates | Derrotas | Bonus |
| 1                                                    | Chipre    | 19     | 4       | 4         | 0       | 0        | 3     |
| 2                                                    | Eslovenia | 10     | 4       | 2         | 0       | 2        | 2     |
| 3                                                    | Hungría   | 10     | 4       | 2         | 0       | 2        | 2     |
| 4                                                    | Bulgaria  | 9      | 4       | 2         | 0       | 2        | 1     |
| 5                                                    | Austria   | 3      | 4       | 0         | 0       | 4        | 3     |
| Actualizado el 9 de junio de 2013                    |           |        |         |           |         |          |       |
| European Nations Cup - División 2C - 2012-2013       |           |        |         |           |         |          |       |

### División 2D 2012-13
| \| European Nations Cup - División 2D - 2012-2013 \| |                      |        |         |           |         |          |       |
| Pos.                                                 | Equipo               | Puntos | Jugados | Victorias | Empates | Derrotas | Bonus |
| 1                                                    | Luxemburgo           | 12     | 4       | 3         | 0       | 1        | 0     |
| 2                                                    | Noruega              | 11     | 4       | 2         | 0       | 2        | 3     |
| 3                                                    | Bosnia y Herzegovina | 10     | 4       | 2         | 0       | 2        | 2     |
| 4                                                    | Grecia               | 9      | 4       | 2         | 0       | 2        | 1     |
| 5                                                    | Finlandia            | 6      | 4       | 1         | 0       | 3        | 2     |
| Actualizado el 9 de junio de 2013                    |                      |        |         |           |         |          |       |
| European Nations Cup - División 2D - 2012-2013       |                      |        |         |           |         |          |       |

## Ronda 1
Los ganadores de la temporada 2012-13 en las divisiones 2D y 2C jugaron una eliminatoria para decidir quién pasa a la Ronda 2. En este caso por el grupo 2C jugó el segundo clasificado, puesto que Chipre no pertenece a la IRB.
| 5 de mayo de 2013 | Luxemburgo | 22 - 10 | Eslovenia |  |  |

## Ronda 2
El ganador de la ronda 1 jugará contra el ganador de la división 2B, para decidir quién pasa a la Ronda 3.
| 5 de octubre de 2013 | Luxemburgo | 12 - 26 | Israel |  |  |

## Ronda 3
El ganador de la ronda 2 jugará contra el ganador de la división 2A, para decidir quién pasa a la Ronda 4.
| 26 de octubre de 2013 | Israel | 8 - 52 | Países Bajos |  |  |

## Ronda 4
El ganador de la ronda 3 jugará contra el ganador de la división 1B, para decidir quién pasa a la Ronda 5.
| 10 de mayo de 2014 | Países Bajos | 7 - 17 | Alemania |  |  |

## Ronda 5
Los dos primeros clasificados de la división 1A se clasificarán directamente para la Copa Mundial de Rugby de 2015, mientras que el tercer clasificado pasará a disputar la ronda 6
| \| European Nations Cup - División 1A - 2013-2014 \| |          |        |         |           |         |          |       |
| Pos.                                                 | Equipo   | Puntos | Jugados | Victorias | Empates | Derrotas | Bonus |
| 1                                                    | Georgia  | 41     | 10      | 9         | 1       | 0        | 3     |
| 2                                                    | Rumania  | 38     | 10      | 8         | 1       | 1        | 4     |
| 3                                                    | Rusia    | 28     | 10      | 6         | 0       | 4        | 4     |
| 4                                                    | España   | 15     | 10      | 2         | 2       | 6        | 3     |
| 5                                                    | Portugal | 12     | 10      | 2         | 1       | 7        | 2     |
| 6                                                    | Bélgica  | 6      | 10      | 0         | 1       | 9        | 4     |
| Actualizado el 11 de agosto de 2014                  |          |        |         |           |         |          |       |
| European Nations Cup - División 1A - 2013-2014       |          |        |         |           |         |          |       |

## Ronda 6
El ganador de la ronda 4 jugará contra el tercer clasificado de la división 1A durante la temporada 2013-2014, de forma que el ganador se clasificará para jugar la Playoff de repesca mundial.
| 24 de mayo de 2014 | Alemania | 20 - 31 | Rusia |  |  |